# Allobaccha vespaeformis
Allobaccha vespaeformis är en tvåvingeart som beskrevs av Carl Ludwig Doleschall 1857. Allobaccha vespaeformis ingår i släktet Allobaccha och familjen blomflugor. Inga underarter finns listade i Catalogue of Life.